# FIFA 본부
FIFA 본부(FIFA headquarters)는 스위스 취리히에 위치한 국제 축구 연맹(FIFA)의 본부 건물로, 2006년에 완공되었으며 독특한 복합 단지를 구성하고 있다. 취리히 7구의 숲이 우거진 취리히베르크 언덕에 위치해 있다.
FIFA 복합 단지에는 사무실뿐만 아니라 피트니스 센터, 명상실, 테마 정원, 대형 국제 축구 경기장 및 대형 해변 축구 경기장도 들어서 있다.
본관은 지상 2층 밖에 되지 않는 건물이지만 지하 5층까지 뚫려있어 본부의 3분의 2가 지하에 위치해 있다. 본부 건설 당시 FIFA 회장이었던 제프 블라터는 "사람들이 결정을 내리는 장소에는 간접적인 빛만 있어야 한다. 왜냐하면 빛은 그곳에 모인 사람들 자신에게서 나와야 하기 때문이다"라고 말하기도 했다.

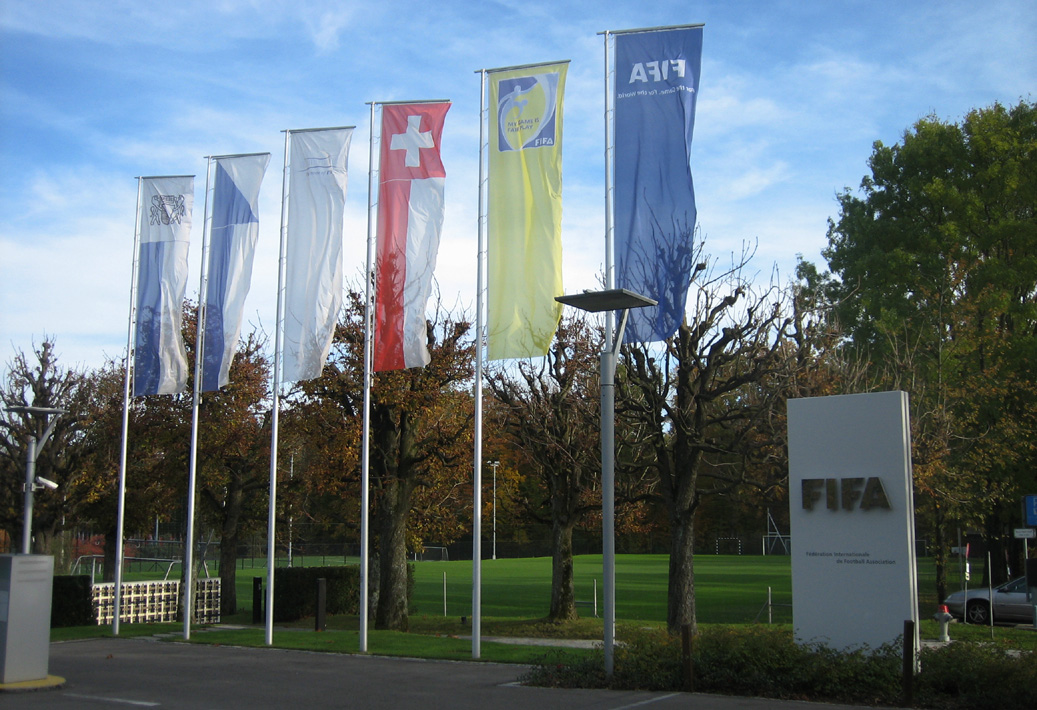
FIFA 본부 입구

건축은 독일의 건축회사 GKD(Gebr. Kufferath AG)의 스위스 건축가 틸라 테우스(Tilla Theus)가 건설했다.